# 朱红海岸

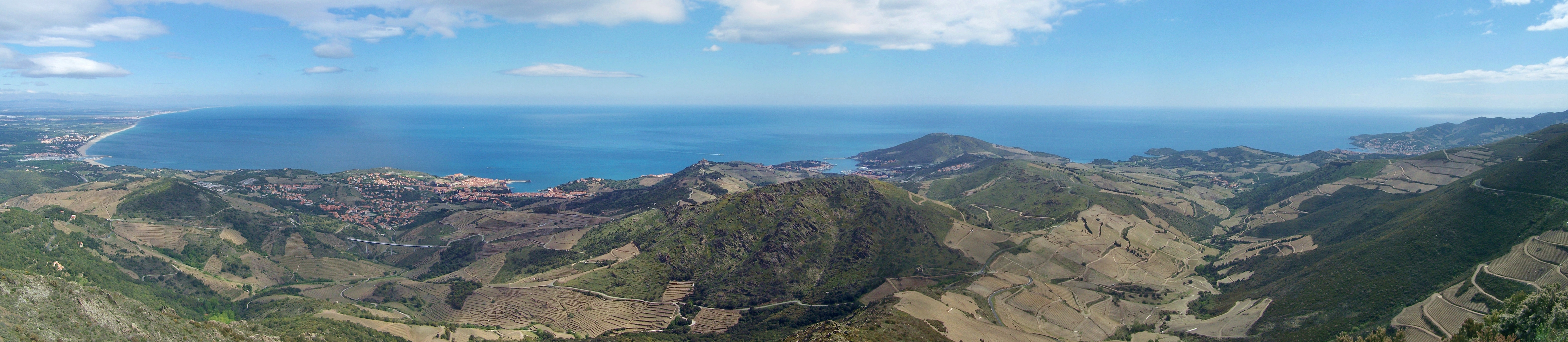
朱红海岸全景，远处城镇为滨海阿热莱斯、科利尤尔、旺德尔港和滨海巴纽尔斯。

朱红海岸（法語：Côte Vermeille，法語發音：[kot vɛʁmɛj]）是法国东比利牛斯省的一个地区，位于地中海沿岸，临近法国-西班牙边境。该省设有同名省级选区。